# Cabana Maior
Cabana Maior é uma povoação portuguesa sede da Freguesia de Cabana Maior do Município de Arcos de Valdevez, freguesia com 13,4 km² de área e 177 habitantes (censo de 2021), tendo, por isso, uma densidade populacional de 13,2 hab./km².

## Demografia
A população registada nos censos foi:
| Ano  | 0-14 Anos | 15-24 Anos | 25-64 Anos | > 65 Anos |
| 2001 | 36        | 32         | 152        | 145       |
| 2011 | 16        | 19         | 82         | 122       |
| 2021 | 6         | 7          | 66         | 98        |

## Património cultural de interesse turístico
Uma boa parte do Núcleo Megalítico do Mezio estende-se pela freguesia de Cabana Maior.
O Núcleo Megalítico do Mezio é uma área arqueológica integrada nas freguesias de Cabana Maior e Soajo do Município de Arcos de Valdevez. É constituído por um conjunto de 11 mamoas distribuídas por uma chã planáltica com cerca de 1 km de extensão, a 650 metros de altitude, entre os montes do Guidão e do Gião. Dos 11 monumentos, 8 são mamoas com tumulus e estrutura dolménica.